# Alfred Klose (Politiker)
Alfred Klose (* 11. November 1904 in Frankenstein in Schlesien; † 14. März 1975) war ein deutscher Politiker (CDU).

## Ausbildung und Beruf
Nach dem Besuch der Präparandie und des Lehrerseminars legte Alfred Klose die erste und zweite Lehrerprüfung ab. Er war von 1945 bis 1950 im thüringischen Schuldienst und dort Schulrat des Kreises Altenburg/Thüringen. Ab 1950 arbeitete er als Lehrer und Rektor in Düsseldorf. Er war als Geschäftsführer der Vereinigung der aus der Sowjetzone verdrängten Lehrer und Beamten e.V. in Düsseldorf tätig.

## Politik
Alfred Klose war von 1923 bis 1933 Mitglied der Zentrumspartei und des Windthorstbundes. Von 1925 bis 1933 war er hauptamtlicher Parteisekretär der niederschlesischen Zentrumspartei in Frankenstein und Breslau. Klose beantragte am 1. Mai 1937 die Aufnahme in die NSDAP und wurde zum 1. Januar 1940 aufgenommen (Mitgliedsnummer 8.241.167). Mitglied der CDU wurde er ab August 1945 und von 1945 bis 1950 war er Mitglied des Landesvorstandes Thüringen. Von 1949 bis 1950 war er Stadtrat in Altenburg/Thüringen.
Weitere Mitgliedschaften in CDU-Parteiausschüssen waren: Vorsitzender des Landesvertriebenenausschusses Nordrhein, Mitglied des Landesvorstandes Nordrhein, des Bundesausschusses, des Bundesvertriebenenausschusses. Er war ferner Mitglied des Verbandes der katholischen Lehrerschaft Deutschlands (VKLD). Mitglied im Kuratorium der Stiftung Haus des Deutschen Ostens.
Alfred Klose war vom 21. Juli 1958 bis zum 25. Juli 1970 Mitglied des vierten, fünften und sechsten Landtages von Nordrhein-Westfalen, in den er jeweils über die Landesliste einzog.